# Taperigna diogmitiformis
Taperigna diogmitiformis är en tvåvingeart som beskrevs av Artigas 1991. Taperigna diogmitiformis ingår i släktet Taperigna och familjen rovflugor. Inga underarter finns listade i Catalogue of Life.